# 轮台镇
轮台镇，是中华人民共和国新疆维吾尔自治区巴音郭楞蒙古自治州轮台县下辖的一个行政建制镇。

## 行政区划
轮台镇下辖以下地区：
东苑社区、新城社区、青年路社区、新星路社区、迪那路社区、西苑社区、新大渠社区、丘吾克村、英吾依拉村、克孜勒村、巴格布依村、麦台村、亚克巴格村、依更巴格村、迪哈拉村、拉帕村、牧业村和夏玛勒巴格村。